# إدارة الملفات

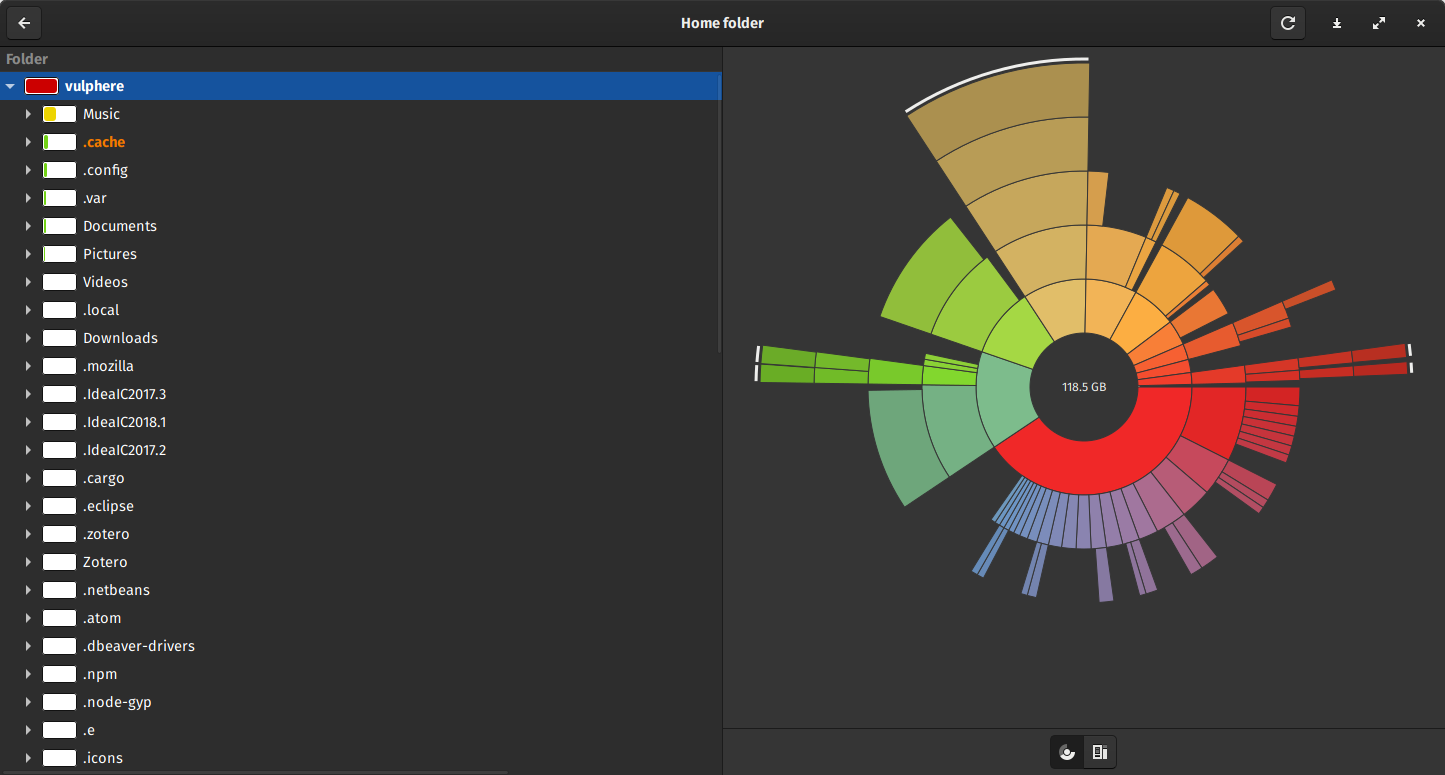
صورة توضح إدارة الملفات

إدارة الملفات مهمة يقوم بها مدير الملفات "file manager " وهو عبارة عن مجموعة من البرمجيات تكون مسؤولة عن إنشاء الملفات، حذفها، تعديلها والتحكم في العمليات التي تحدث للملفات – بمعنى أنها مسؤولة عن إدارة جميع الموارد التي تستخدم من قبل الملفات ومن أهم هذه المسؤوليات والتي سنتناولها هي عملية تخزين الملفات ومعرفة الطرق والسياسات المتبعة في ذلك.

## تخزين الملفات
عملية التخزين عادة هي وجود البيانات على الذاكرة الثانوية... وتكون هذه الذاكرة على شكل وحدات وكل وحدة تحمل موقع معين وتتسع لحجم معين من البيانات وتكون جميعها متساوية في الحجم، أما المعلومات التي نحتاجها للتخزين فتكون مدرجة فيما يسمى جدول الملفات.

## السياسات المتبعة في تخزين الملفات

### الطريقة الأولى
و هي تخزين مجموعة من الملفات بحيث تكون البيانات المخزنة على الوحدات الموجودة في الذاكرة متراصة ويتم تخزينها واحدة تلو الأخرى، وجدير بالذكر أن ما يتم تخزينه هو البيانات وليس اسم الملفات، وفي هذه الطريقة يحتوي جدول البيانات على اسم الملف الذي يحتوي على بيانات المراد تخزينها وحجمها وذلك لمعرفة كم وحدة سيستهلك كما يحتوي على الموقع الذي ستبدأ عملية التخزين فيه.

### الطريقة الثانية
يتم التخزين في هذه الطريقة اعتماداً على المؤشر" pointer"، بحيث أن البيانات تحتل جزء من الوحدة في الذاكرة ويبقى الجزء الآخر للمؤشر حتى يؤشر على موقع الوحدة التي تحتوي على بقية بيانات هذا الملف، وهذا يعني أنه لا ضرورة بأن تكون البيانات متراصة. يحتوي جدول الملفات في هذه الطريقة على اسم الملف وبدايته فقط.

### الطريقة الثالثة
عملية التخزين في هذه الطريقة بأن تكون أول وحدة لأي ملف تحتوي على جميع مواقع الوحدات التي تحتوي على بيانات هذا الملف وبالتالي يكون جدول الملف يحتوي على اسم الملفات وبدايته.

### الطريقة الرابعة
عملية التخزين في هذه الطريقة بنفس آلية طريقة الفهرس ولكنها تختلف في أن أول وحدة تحتوي على مواقع وكل موقع من هذه المواقع تحتوي أيضاً على فهرس آخر يحتوي على مواقع تحتوي بيانات ملف أو تحتوي على فهارس أخرى. في هذه الطريقة يحتوي جدول الملفات على اسم الملف «البيانات» وبدايته.